# Яганівка
Яга́нівка — село в Україні, у Роменському районі Сумської області. Населення становить 222 осіб. Входить до складу Липоводолинської селищної громади.
Після ліквідації Липоводолинського району 19 липня 2020 року село увійшло до Роменського району.

## Географія
Село Яганівка розташована на відстані 0.5 км від села Грабщина. По селу тече струмок, що пересихає, із загатою.

## Історія
Село Яганівка Андріївської волості Гадяцького повіту Полтавської губернії (тепер Липоводолинського району Сумської області) по переказах старожилів було засновано приблизно в другій половині сімнадцятого століття.
Свою назву село одержало від прізвища поміщика Ягана, який орендував спиртовий завод у Кочубея. Перші поселенці працювали на заводі Ягана.
У 70-х роках 19 століття в село повернувся із царської служби селянин Бердник Іван Опанасович. Він умів читати і лічити. До нього в зимовий час ходили діти сусідів, яких він навчав у своїй хатині. Це було зародком першої школи.
Першим справжнім учителем у селі був Коваль Іван Юхимович із села Рашівка. Була відкрита школа у колишньому шинку. Декілька селянських хлопців навчалися тут читати та писати. У 1898 році відкрилась трикласна церковно-приходська школа. В ній був один учитель. Учнів було не більше 20-30. Школу відвідували тільки хлопчики.
Під час першої світової війни багато селян було мобілізовано на фронт.
Під час Визвольних змагань у селі кілька разів змінювалась влада. Остаточну владу отримали більшовики.У 1928 році розпочалося будівництво нового шкільного приміщення, а в 1930 році вже навчався перший клас. В 1932 році приміщення було повністю введено в дію, був відкритий 5 клас, а в 1934 році відбувся перший випуск учнів 7-го класу. У 1932 році в селі був відкритий клуб та хата - читальня.До початку примусової колективізації населення села Яганівка становило 726 чоловік.
У 1929-1930 роках в селі Яганівка був організований колгосп імені Чубаря. Селяни не хотіли добровільно йти до колгоспу та чинили спротив, а саме підпалювали господарські будівлі колгоспу, труїли колгоспну худобу, вчиняли замахи на комуністівУ 1932-1933 роках "розкуркулили"  та репресували 4 родини : Захарченка Федора Єлисейовича, Марченка Трохима Иовминовича, Шевченка Дмитра Иовминовича, Гапича Володимира. Господарів вислали в північні райони.
Під час Голодомору у селі померло близько 160 осіб.Пам'ятний знак жертвам Голодомору 1932 - 1933 рр. встановлений в центрі села в 2008 році.
У 1937 році розпочав роботу Яганівський медичний пункт. Першим медичним працівником в селі був Коломієць Марко Олексійович.
У вересні 1941 року село було окуповане німцями. Значну кількість жителів села в 1942 році було вивезено на примусові роботи до Німеччини. Додому повернулося 12 чоловік.
У вересні 1943 року село повернула під свій контроль радянська армія.На полях боїв загинуло 152 односельчанина.
У 1960 році школа реорганізована в восьмирічку. В цьому році було побудовано приміщення майстерні, а в 1970 - їдальню.
1 січня 1963 року колгосп ім. Фрунзе було перейменовано в колгосп ім. Маяковського.У 1971 році було введено в дію приміщення Яганівського сільського будинку культури і в ньому для сільської бібліотеки відведено дві просторі кімнати площею 105 кв.м.
У 1971 році введено в дію приміщення дитячого садка «Сонечко». З 1 вересня 2007 року школу і дитячий садок реорганізовано в навчально - виховний комплекс.7 листопада 1987 року в селі Яганівка відкрито меморіальний комплекс загиблим воїнам у роки Другої світової війни.
У 1976 році колгосп ім.Маяковського було приєднано до колгоспу ім.Чкалова.
18 січня 1995 року колгосп «Україна» реорганізовується в колективне сільськогосподарське підприємство /КСП/ «Україна». Господарство очолив Роменець Григорій Якович і керував ним до грудня 1998 року. В грудні 1998 року господарство очолив Захарченко Василь Миколайович. 17 березня 2000 року колективне сільськогосподарське підприємство «Україна» реорганізовано в товариство з обмеженою відповідальністю агрофірма «Україна».
Перше фермерське господарство організував у 1995 році Скирта Володимир Григорович.
На сьогоднішній день[коли?] в селі діють наступні підприємства та установи: виробничий підрозділ ФГ «Кривозуб СІ.», який орендує земельні паї громадян площею 1562 га., фермерські господарства - «Меркурій», «Воля», «Надія», «Юлія», «Мічурінець», Яганівський НВК, де виховується 50 учнів, ФАП, Будинок культури, сільська бібліотека, відділення зв'язку, ветеринарна дільниця,
64 індивідуальні власники земельних паїв, 4 заклади торгівлі. Село газифіковане. Налагоджено автобусне сполучення з районним та обласним центрами. Станом на 01.07.2011 року населення становить 483 чол. Указом Президента в 2010 році жителькам села Яганівка Гапич Тетяні Андріївні та Іщук Надії Іванівні присвоєно звання «Мати героїня».
В Яганівській сільській раді налічується 166 домогосподарств, в яких утримується 149 голів корів, 262 голови свиней, 3076 голови птиці. Обліковується 29 тракторів, 10 комбайнів, 4 вантажних автомобілі. На Яганівській землі дбають про відродження, збереження  народних традицій. Досвід своїх батьків у вишиванні, пісенній творчості передають молоді. Село славиться своїми коровайницями та вишивальницями. Найвідоміші з них: Любов Іванівна Ізюменко, Анастасія Омелянівна Койло, Надія Олександрівна Гаркуша, Ганна Миколаївна Шутько, Євдокія Володимирівна Троян, Ганна Миколаївна Роменець.
До 2019 року орган місцевого самоврядування — Яганівська сільська рада.

## Економіка
- Молочно-товарна ферма.